# 天安基督教堂
26°03′03″N 119°19′06″E / 26.05085°N 119.318332°E
福州天安堂是美以美会在福州、也是在整个东亚建造的第2座教堂，与最早建成的茶亭街真神堂都是在1856年建造的，只比真神堂晚几个月，至今已经有150年的历史。该教堂位于福州仓山区天安里的山坡上，北面就是湍急的闽江。原来这里有一座寺庙天安寺。

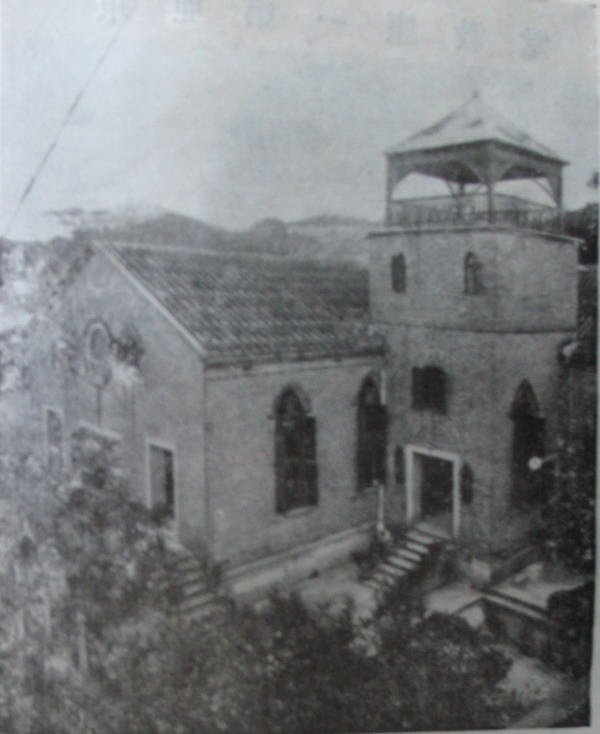
早期的福州天安堂

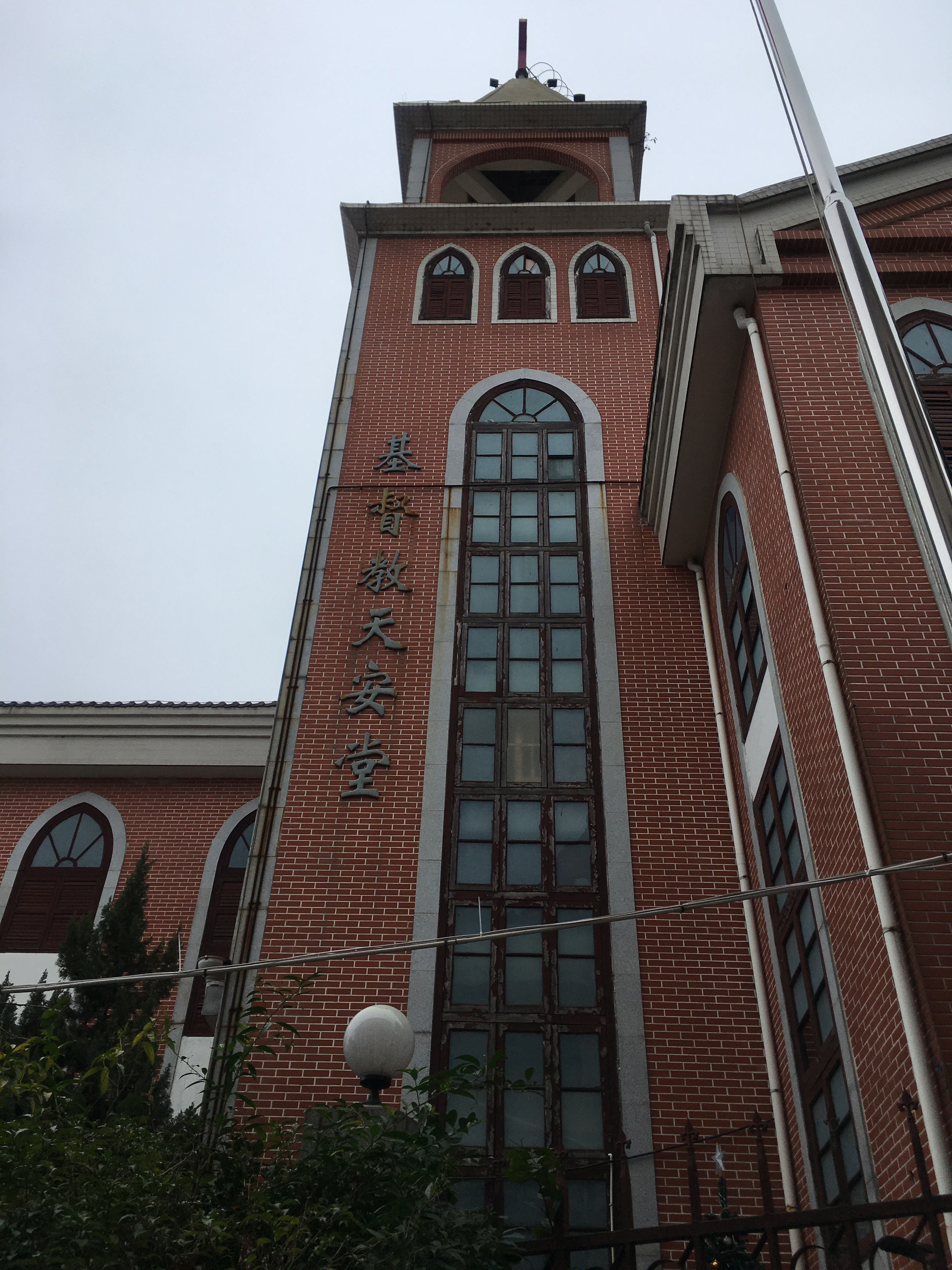
今天的福州天安堂

1847年9月7日，美以美会第一批来华传教士柯林教士（Rev,Judson Dwight Collins）和怀德牧师夫妇(Rev,and Mr M.C.White)到达福州。1856年，该会传教士麦君利主持在福州南台茶亭建造该会在东亚建造的第1座真神堂，同年10月18日，仓前天安堂也由美国传教士麦利和博士主持落成献堂仪式。耗资1,500两银圆。
1866年，福州美以美会在该堂召开第一届布道年会，将福州宣教区划分为真神堂、天安堂、福音堂、小岭堂四个教区，并陆续先后派出传教士到福清、兴化、古田、南平、江西省九江以及北京等地宣教，建立新教区。天安堂对面曾设立美华书局。
1877年以后，天安堂正式成为美以美会福州年议会的所在地。1897年，黄治基牧师筹集银两万元将该堂扩为千人大教堂，并在此纪念美以美会传入福州50周年。1947年在此纪念美以美会传入福州100周年，并以这里作为卫理公会在中国地区的总部。
1900年，天安堂牧师黄乃裳招募600乡民前往南洋新福州垦场拓荒。
1920年2月，余慈度小姐来到福州，在美以美会天安堂领复兴聚会。倪柝声母子先后来听道。
1930年代，宋尚节曾在天安堂带领过数次复兴聚会，产生很大影响。
1966年文化大革命开始，天安堂被占用。1980年9月1日重新开放。1988年，天安堂被定为仓山区区级文物保护单位。1994年该堂有信徒1,600人。1996年，拆除百年老堂重建，1999年10月30日举行献堂典礼。新堂面积达2,300平方米，可容纳1,500人聚会，造价300万元。2015年1月24日，天安堂公布为第六批福州市文物保护单位
。